# Иван Алексеев
Ива́н Алексе́ев (Ива́н Алексе́евич Староду́бский); 1709 — 1776, Стародуб) — старообрядческий деятель поморского согласия; историк, старообрядческий писатель, иконописец, по происхождению государственный крестьянин; автор многих сочинений по истории и вероучению старообрядчества. Наиболее известное его сочинение, «История о бегствующем священстве», повествует об основании Ветковских слобод и возникновении практики приёма беглых попов из новообрядческой церкви (Русская православная церковь).

## Биография
Иван Алексеев родился в 1709 году в центральной России в старообрядческой семье. В молодые годы переселился в Стародубье (по месту своего проживания и получил прозвище «Стародубский»), часто и много разъезжал по стране, подолгу бывая в Москве. Алексеев был знаком со многими известными в то время деятелями и духовными отцами поморского староверия, с руководителями Выговского монастыря.
Иван Алексеев был одним из первых старообрядческих историков. Его книга «История о бегствующем священстве» (впервые издана в 2005 году в Москве издательством «Археодоксия») является первым историческим повествованием о становлении и первых годах существования старообрядческих Ветковских слобод, в этой книге он также рассказал о возникновении практики приёма священников, переходящих из реформированной новообрядческой православной церкви в старообрядчество. Данная практика привела к возникновению беглопоповских согласий в старообрядчестве.
Всего Иваном Алексеевым было написано более 30 произведений. Среди сочинений особое значение имели и произведения, направленные в защиту бессвященнословного брака у беспоповцев (сочинение «Тайна брака»). Он поддерживал мнение, высказанное выговским старцем Михаилом Вышатиным (ум. 1732), что брак есть таинство не по причине венчания, а по самому существу супружеской любви. Иван Алексеев Стародубский был не только талантливым писателем, но и грамотным полемистом. Известно о его многочисленных беседах с представителями других старообрядческих согласий (федосеевцами, беглопоповцами, нетовцами), а также с представителями российской синодальной церкви и даже с иезуитами.
Иван Алексеев был весьма хорошим иконописцем, иконы его работы украшали храмы староверов-поморцев Москвы, Стародуба и других городов.
По описанию Павла Любопытного, Иван Стародубский «был росту небольшаго, благолепие и весёлость лица его, красота брады, украшенная сединою, и расторопность его в деянии доказывают в нём важного и предприимчивого мужа. Он скончался честно в Стародубе 1776 года, от рождения своего 67 лет».

## Сочинения
- История о бегствующем священстве
- О тайне Брака
- Полная апология о наречном пении
- Краткое описание Старообрядческой Церкви
- Книга Титинъ — о двуперстном сложении и троеперстии Никона
- Исследование о Христовом священстве и опровержение бегствующего иерейства старообрядцев
- Книга: О бегствующем иерействе разговоры и извещение
- О перенесении честных мощей святаго Николы Чудотворца